# Sphenomorphus minutus
Sphenomorphus minutus är en ödleart som beskrevs av  Meyer 1874. Sphenomorphus minutus ingår i släktet Sphenomorphus och familjen skinkar. Inga underarter finns listade i Catalogue of Life.